# Gomphidia balii
Gomphidia balii är en trollsländeart som beskrevs av Fraser 1949. Gomphidia balii ingår i släktet Gomphidia och familjen flodtrollsländor. Inga underarter finns listade i Catalogue of Life.